# Tenuinaclia andapa
Tenuinaclia andapa är en fjärilsart som beskrevs av Griveaud 1964. Tenuinaclia andapa ingår i släktet Tenuinaclia och familjen björnspinnare. Inga underarter finns listade i Catalogue of Life.